# Улемль
Улемль — село в Жиздринском районе Калужской области Российской Федерации. Входит в состав сельского поселения «Село Совхоз Коллективизатор»

## Население
| 2002 | 2010 |
| ---- | ---- |
| 47   | ↘13  |

## История
Деревня Улемль упоминается в 1678 году в составе Ботаговской волости Брянского уезда как поместье.